# Open Up The Gates
Open Up The Gates es el primer álbum de estudio de la banda australiana Planetshakers, fue lanzado en el 2002, este disco obtuvo una nominación en los premios GMA Dove Awards: como mejor disco de Alabanza y Adoración del año. 

## Temas
- Open Up The Gates (5:28).2
- Rescue Me (4:19).
- You Are Holy (4:43).
- It's All About Jesus(4:29).
- Worship The King (5:21)
- My Passion (4:23).
- Everything To Me (3:58).
- Reason I Live (3:55).
- All I Want Is You (6:25).
- How I Love You (7:12)